# Reggane
Reggane là một đô thị thuộc tỉnh Adrar, Algérie. Dân số thời điểm năm 2002 là 14.179 người.